# Faraoani (gmina w okręgu Bacău)
Faraoani – gmina w Rumunii, w okręgu Bacău. Obejmuje tylko jedną miejscowość Faraoani. W 2011 roku liczyła 3932 mieszkańców.